# Ботешть (Сучава)
Ботешть, Ботешті (рум. Botești) — село у повіті Сучава в Румунії. Входить до складу комуни Хороднічень.
Село розташоване на відстані 342 км на північ від Бухареста, 17 км на південний захід від Сучави, 116 км на захід від Ясс.

## Населення
За даними перепису населення 2002 року у селі проживали 499 осіб, усі — румуни. Усі жителі села рідною мовою назвали румунську.